# Herminia stramentacealis
Herminia stramentacealis är en fjärilsart som beskrevs av Bremer 1864. Herminia stramentacealis ingår i släktet Herminia och familjen nattflyn. Inga underarter finns listade i Catalogue of Life.